# Stazione di Virpazar
La stazione di Virpazar (Вирпазар) è una stazione ferroviaria della città di Antivari in Montenegro, che serve la località Virpazar ed è ubicata sulla linea Belgrado-Antivari.

## Dati ferroviari
La stazione presenta tre binari di cui solo due utilizzati per il servizio viaggiatori e per le coincidenze.

## Movimento passeggeri e ferroviario
Nella stazione fermano i treni locali diretti a Podgorica e Antivari. Il movimento passeggeri è buono solo nei mesi estivi.

## Servizi
Nella stazione c'è un servizio di informazioni, ma non una biglietteria.